# Сосновка (приток Пахмы)
Сосновка — река в России, протекает по Ярославскому району Ярославской области. Устье реки находится в 7,8 км по левому берегу реки Пахма от её устья. Длина реки составляет 8,5 км, площадь водосборного бассейна — 34 км².
Сельские населённые пункты около реки: Матвеево, Ефремово, коттеджный посёлок «Ярославские усадьбы», Иваново-Кошевники, Леонтьевское, Бельково; напротив устья — садовые участки.

## Данные водного реестра
По данным государственного водного реестра России относится к Верхневолжскому бассейновому округу, водохозяйственный участок реки — Волга от Рыбинского гидроузла до города Кострома, без реки Кострома от истока до водомерного поста у деревни Исады, речной подбассейн реки — Волга ниже Рыбинского водохранилища до впадения Оки. Речной бассейн реки — (Верхняя) Волга до Куйбышевского водохранилища (без бассейна Оки).
Код объекта в государственном водном реестре — 8010300212110000011146.